# Міст Ейфелевої вежі
Міст (вулиці) Монкальм (також Міст Ейфелевої вежі) (англ. Montcalm Street Bridge або англ. Tour Eiffel Bridge; фр. Pont de la tour Eiffel) — невеликий, але вишуканий міст у місті Гатіно (Квебек).
Архітектори Поль Мартіно і Ерік Хаар спроектували міст в паризькому стилі. Він був зведений в 1990 році замість колишнього моста через струмок Брюері-Крік (англ. Brewery Creek), який простояв багато десятиліть, але став непридатним у 1980-х роках.
Адміністрація міста Галл (нині сектор м. Гатіно) і Національна столична комісія прагнули перетворити територію навколо Брюері-Крік в туристський і культурний район. Зведення мосту витонченої конструкції поруч з одним із міських парків було частиною цього плану. У конструкції моста була використана одна із сталевих опорних балок Ейфелевої вежі з її старою сходовою конструкцією, яку подарував адміністрації м. Галл мер Парижа Жак Ширак.